# Heroji Vukovara
Heroji Vukovara je hrvatski dokumentarni serijal Eduarda Galića u 30 epizoda koje traju po 46 - 59 minuta.

## O seriji
Serija je snimana od 2005. do 2008. godine. Redatelj serijala je Eduard Galić, a producirali su ga Dominik Galić zajedno s legendarnim hrvatskim braniteljem, legendom obrane Vukovara, pukovnikom Markom Babićem (1965. – 2007.). Produkcija: MISSART.
Na ovom je projektu surađivao hrvatski policajac, branitelj i crtač stripova Nenad Barinić.
Motiv snimanja serijala bio je istaknuti stvarne heroje Vukovara jer su autori serijala imali osjećaj da Hrvatska nema niti jednog pravog heroja, a ima takvu priču kao što je vukovarska. Drugi cilj bio je Vukovar predstaviti kao heroja kroz ljude koji su napravili velika djela jer autori serijala smatraju da promatranje Vukovara samo kao žrtve nije dobro niti do kraja točno, jer smatraju Vukovar prije svega najvećom herojskom i ljudskom pričom koju Hrvatska ima, ali iza nje ne stoji nešto imaginarno ili apstraktno. Za izradu je intervjuirano više od 500 (petstotinjak) istinskih vukovarskih heroja.
Promocija je bila u Kinu Europa u ponedjeljak 29.listopada 2007. u 20 sati.
Serijal je emitiran na HRT-u i bio je iznimno gledan i uspješan. Pratilo ga je pola milijuna ljudi svakoga petka. Prikazan je na Subversive Film Festivalu, gdje je bio pravom senzacijom.
Snimljen je i drugi serijal o Herojima vukovara, no iz problematičnih razloga HRT ne želi prikazati serijal broj 2, što je izazvalo ogorčenost hrvatskih branitelja i šire javnosti.

## Epizode
Dokumentarna serija Heroji Vukovara – Groblje tenkova ima 10 nastavaka i prvi je dio trilogije Heroji Vukovara koji kroz priče boraca s prve crte obrane grada Vukovara opisuje vukovarsku bitku. Serija se bavi obranom jednog od glavnih dijela Vukovara, Borova Naselja, u kojem se nalazi slavna Trpinjska cesta. U seriji su prikazane sve točke obrane Borova Naselja kroz borbe i djela ljudi koji su branili grad, a samim time i Hrvatsku. Heroji nisu samo vukovarci, to su i Hrvati koji su iz drugih dijelova Hrvatske i svijeta dolazili braniti Vukovar. U seriji će biti prikazano i puno arhivskih snimaka većina kojih prije nije viđena, a prikupljena je iz svih mogućih izvora. Serija je uglavnom snimana na autentičnim lokacijama u Vukovaru i Borovu naselju a dio je snimljen u ostalim gradovima Hrvatske i inozemstvu gdje žive branitelji Vukovara. Kako je organizirana obrana? Kako su doživjeli prvi susret s tenkom? Tko im je došao pomoći ? O čemu su razmišljali, što su osjećali kad im je najbolji prijatelj i suborac poginuo? Što su jeli, jesu li spavali? Ovo su samo neka pitanja na koja ćete odgovore saznati od sudionika vukovarske bitke.

### I. SERIJAL "GROBLJE TENKOVA"

#### 1. Groblje tenkova 1
U ovoj epizodi na njenom početku miješaju se srpsko divljanje i veselje u zadnjim danima prije okupacije i pada Vukovara i svečano postrojavanje povodom obilježavanja 15. godine osnivanja 204. vukovarske brigade održano 25.9 2006. u Vukovaru. Tu je više od 20 minuta dosad neviđene arhive koja prikazuje zadnje dane prije okupacije i samu okupaciju Vukovara. Na polovini epizode u tenkovskom hangaru u Gašincima okupila se većina preživjelih branitelja Trpinjske ceste da pogleda u cijelosti amaterski snimljenu kazetu koja prikazuje branitelje Trpinjske ceste na dan 18. 9. 1991., mnoštvo uništenih tenkova za čije su uništenje zaslužni upravo branitelji s Trpinjske ceste. Oni i komentiraju tu arhivsku snimku. U ovoj epizodi glavni akteri su uz branitelje na arhivskim snimkama i Tomislav Jakovljević, Ante Jurić, Marko Babić, Josip Kulaš, Boško Vukušić, Ivica Kuća, Milan Budimir, Damir Ninčević.

#### 2. Groblje tenkova 2
Ova epizoda je o Marku Babiću, koji je sam uništio 14 neprijateljskih tenkova, najviše od svih branitelja u obrani Vukovara. U detalje je opisan način na koji su tenkovi uništeni, metode kojima su se Marko i njegovi suborci služili da bi došli u poziciju da unište tenk. Analizira se i kronološki tijek i način ratovanja na slavnoj Trpinjskoj cesti. Ljudi prikazani u ovoj epizodi promijenili su doktrinu ratovanja istoka i zapada. Poslije Trpinjske ceste tenk više nije imao jednaku ulogu u ratu kao prije. Glavni akteri ove epizode su Marko Babić, Iva Leutar, Stipe Majić-Pipe, Mirko Brekalo, Zoran Janković, Ivan Mlinarić, Marko Petrovecky. 

#### 3. Žuti mravi i pustinjski štakori
Trpinjsku cestu branili su ljudi raznih profila. Bilo je tu poljoprivrednika, radnika, glazbenika, srednjoškolaca, ljudi svih profila koji su bili spremni braniti svoj dom, a upravo takvi ljudi u ratu tvorili su dva najelitnija odreda branitelja Vukovara – Žute mrave i Pustinjske štakore. Ove za protuoklopnu borbu specijalizirane postrojbe izvršavale su borbene zadaće na koje se gotovo nitko drugi nije usudio ići, odlazili su u akcije i kada se većina drugih zbog granatiranja nije usuđivala izaći iz podruma. Žuti mravi i Pustinjski štakori zajedno s Turbo vodom zaslužni su za veliki broj mrtvih neprijateljskih vojnika na vukovarskom bojištu, a slijedom toga i za dugotrajnost otpora hrvatskih branitelja Vukovara. O njima se do danas gotovo ništa ne zna. Ova epizoda govori o njima i njihovim bitkama protiv srpskih agresora. Nažalost, ovo je epizoda u kojoj se priča uglavnom o mrtvim, jer velika većina ljudi iz ove epizode nije preživjela okupaciju Vukovara. O svojim suborcima u ovoj epizodi pričaju Iva Leutar, Marko Babić i njihovi suborci.

#### 4. Turbo vod
Turbo vod bio je slan na najdelikatnije i najopasnije zadatke u obrani Vukovara i vod koji je išao na ispomoć svim drugim dijelovima obrane Vukovara. Prosjek godina u Turbo vodu bio je 20 godina. Oformio ga je i predvodio Blago Zadro. Specijalnost ovog voda, osim uništavanja tenkova, bila su tzv. “čišćenja”, operacije u kojima se išlo po kućama i borilo prsa u prsa. Zanimljivost ove epizode je priča Nevenka Mauzera, pripadnika Turbo voda, koji je preživio streljanje nakon okupacije te se sa svoja četiri suborca 22. 11. 1991 probio na teritorij pod hrvatskom kontrolom. U Turbo vodu glavni akteri su Miro Radmanović, Tomo Jakovljević, Nevenko Mauzer…

#### 5. Buđak
Epizoda se zove po dijelu Borova naselja koji je isturen na jugozapadu te je ključan za komunikaciju prema Vinkovcima. Mala grupa ljudi branila je ovaj izuzetno važan položaj i to do samog pada grada. Glavni junak na Buđaku bio je Zdenko Horvat kojemu su četnici danima mučili i na kraju ubili brata na samo pedeset metara od njegova položaja. Nije im ostao dužan. Uništio je 10 tenkova i 1 transporter te gotovo sam zaustavio veliki proboj četnika u Vukovar preko Bobotskog kanala. Na Budžaku su djelovali i “Bikovi”. “Bikovi” su imali četiri haubice 155 mm, od toga jednu neispravnu i četiristo granata, od kojih je samo pola imalo bojno punjenje. Osim toga sve što su imali bili su minobacači 82 i 120 mm. Neprijatelju ni danas nije jasno kako im je tako malo granata nanijelo tolike gubitke. “Bikove” je vodio Zvonko Milas. U ovoj epizodi vidjet ćete i Marka Cvitkovića, Milana Žanko, Branka Čulića…

#### 6. Dom tehnike
Dom tehnike je uz Banijsku najistureniji položaj prema Borovo selu odnosno Srbiji. Njegovim padom bio bi ugrožen vodovod grada Vukovara, što bi značilo katastrofu za obranu Borova Naselja i cijelog Vukovara jer bi njegov pad ugrozio ne samo opskrbu vodom nego i sklonište “Obućaru” s 3 000 civila, a i Borovo Komerc koji je služio kao pomoćna bolnica. Jedan od najžešćih napada vođen je pod zapovjedništvom Arkana, zloglasnog srpskog ratnog zločinca. U ovoj epizodi također se govori i o pokolju policajaca u Borovo selu. Tu je sve počelo. Pretpostavljalo se da će to biti samo rutinska akcija u kojoj će uz malo pokazivanja snage osloboditi svoja dva zatočena pripadnika policije zarobljena od strane četnika. Tamo ih je dočekala klasična “sačekuša” – četnici iz Borovo Sela, četnici iz Srbije, rumunjski plaćenici, šešeljevci, beli orlovi. Spasila ih je sreća i vlastita sposobnost, no nisu svi imali sreće. Glavni junaci ove epizode su Marko Filković, Ivo Komšić, Zdravko Mamić, Ivica Mikola… 

#### 7. Nova banijska
Ova epizoda bavi se obranom Banijske ulice, položaja Borova naselja na sjeveroistoku uz Dunav. 25. 8. 1991. u napadu koji je trebao slomiti obranu Borovo naselja. Borci s Banijske zaustavili su neprijateljski napad nanijevši srpskome neprijatelju gubitke od kojih se nije oporavio sve do početka listopada 1991. Vlatko Voloder, Miro Josić, koji je to ljeto trebao potpisati profesionalni ugovor s nogometnim klubom Zagreb, ali nije htio napustiti svoj napadnuti grad, njegov brat Tomislav Josić i njihovi suborci su na Banijskoj i okolnim ulicama borbom prsa u prsa odbacivali neprijateljske napade do same okupacije. Ove položaje branio je veliki broj Varaždinaca i Čakovčana zajedno s ljudima iz svih dijelova Hrvatske. Nevjerojatna domišljatost, lukavstvo i sloga ljudi iz svih dijelova Hrvatske, pomoću kojih je ovaj položaj branjen do samog dana okupacije, opisana je u ovoj epizodi. Mnogi od ovih ljudi završili su u logorima po Srbiji, no i to je većina uspjela preživjeti. Oni su Miroslav i Tomislav Josić, Vlatko Voloder, Ivica Banožić, Marko Filković, Dragutin Špac…

#### 8. Slavonska i hercegovačka
Slavonska i Hercegovačka su najistureniji položaji prema Orlovači i Trpinji, odakle je nadirala glavnina neprijateljskih snaga. Slavonska i Hercegovačka bile su ulice na kojima su se spajali naši i četnički položaji. Iz Hercegovačke ulice uništen je veliki broj tenkova koji je išao na Trpinjsku cestu. Ovdje su se sinovi pravoslavnog popa, koji su dragovoljno došli iz Zagreba, borili za Hrvatsku. Upoznat ćete junake Slavonske i Hercegovačke ulice: Mirko Brekalo stariji, Nenad Gagić, Ivan Kapular, Ivica Lukić, Dragan Luketić, Ivica Habajec.

#### 9. Peyton
Vlatko Voloder, Miro i Tomislav Josić i nekolicina njihovih prijatelja u roku od par dana odolijevali su napadima više od 500 neprijateljskih vojnika. Ishod je bio nevjerojatan, oni su pobijedili. Rat za Vukovar službeno je završen 18. 11. 1991. a 19. 11. 1991. u dijelu Vukovara popularno nazvanom Peyton vodila se jedna od najkrvavijih bitaka. Četiri čovjeka su se borila s cijelom vojskom. Na kraju su se predali nakon što su dobili bitku jer Miro Josić nije htio ostaviti curu, a Vlatko Voloder ranjenog brat te nisu otišli u proboj. Ovo je također priča kako su preživjeli logore i osude na smrt na sudu u Beogradu. Spada u vjerovali ili ne.

#### 10.Blago Zadro
Skromne i obične ljude koji postanu legende teško je opisati upravo zbog njihove “običnosti”. Ipak sa sljedećom rečenicom ćemo pokušati. Bio je zapovjednik obrane Borova naselja, a uvijek je u sve najopasnije akcije išao prvi i jedini čovjek kojemu je Marko Babić, uništavač 14 JNA tenkova, priznavao da je bio hrabriji od njega. Ova epizoda govori o Blagi Zadri i njegovom utjecaju na vukovarske branitelje.

### II. SERIJAL "Sajmište"

#### 1. Zenge
Prvih mjesec dana rata u Vukovaru, odnosno na Sajmištu, uvelike je odredilo daljnji tijek borbi. Malobrojni branitelji Sajmišta uz velike žrtve branili su proboj neprijateljskih snaga u samo srce grada. Veliku uloga, uz naravno domaće stanovništvo, u obrani Sajmišta tih prvih dana imali su pripadnici Zbora narodne garde, popularno zvanih Zenge. Heroji ove epizode su Ivica Arbanas, Ivan Anđelić, Pero Perić, Vlado Jularić, Marko Karaula, Nikica Burić- Samoborac, Petar Janjić, Željko Mihaljević, Siniša Mataija–Rambo, Krešimir Čutura, Slavko Jurić …  

#### 2. Kugino Groblje
Događaji 2. 10. 1991 spadaju u najkrvavije dane vukovarske borbe. Na taj dan neprijateljske snage pokušale su veliki pješaĉko tenkovski proboj u središte grada koji je odbijen uz veliko herojstvo branitelja tijekom borbi cijelog dana. Borbe su se vodile na svim punktovima na Sajmištu osobito oko Kuginog groblja i tzv. punkta kod „Krune mesara“. Heroji ove epizode su Ivica Fabijanić, Alojzije Janjić, Branko Višnjić, Damir Laljek, Ivan Anđelić Zvonko Horvatić, Krešimir Ĉutura, Vladimir Gordoš, Žarko Pavletić, Željko Mihaljević, Stipo Šeremet, Slavko Jurić… 

#### 3. Supoderice
Obrana najisturenijih dijelova Vukovara prema Bogdanovcima i Petrovoj Gori odnijela je velike ljudske žrtve i na tom dijelu bojišnice bio je i najveći pokolj civilnog stanovništva nakon pada Vukovara. Premda su ti punktovi bili izuzetno zahtjevni za obranu uz nadljudski otpor branitelja održali su se do samog kraja, do 18. 11. 1991. Heroji ove epizode su Dražen Čović, Ante Katić, Franjo Kiralj, Zoran Prce, Željko Krajinović, Tomislav Skrbin, Gabrijel Baškaj, Drago Adžaga, Josip Bjelobrajdić, Zdravko Radić, Marin Ivanković, Branko Kević, Zvonimir Kološaj-Roda… 

#### 4. HOS u Vukovaru
Bez priče o HOS-u nemoguće je ispričati priču o Sajmištu i Vukovaru. Branitelji HOS-a spadaju u najveće heroje Vukovara i Domovinskog rata. Bilo kakva rečenica ili epitet o njima neće dovoljno opisati njihovu hrabrost i koliko su dali Vukovaru i Hrvatskoj. Heroji ove epizode su Zvonko Ćurković, Igor Široki, Damir Markuš-Kutina, Davor Purulić,  Željko Soldo, Nikica Burić-Samoborac, Stjepan Antolić, Viktorin Jurić-Paša, Tihomir Iveta-Piđo, Jure Mijatović, Zdravko Bezuh, Ivan Krajinović, Jadranko Anić-Antić, Ivan Brdar, Rudolf Vuković-Senzen, Mladen Amstrong-Grof …

#### 5. Vatrogasni dom
Obrana Vatrogasnog doma jedan je od ključnih događaja koji su pridonijeli održavanju obrane Sajmišta. Borbe za Vatrogasni dom tipične su za vrstu rata koji se vodio na Sajmištu – krvav, nepredvidljiv i nevjerojatan. Heroji ove epizode su Nikica Burić-Samoborac, Viktorin Jurić-Paša, Siniša Mataija-Rambo, Josip Abel, Nino Potlimbrzović, Violeta Antolić, Mario Cigrovski,  Damir Markuš-Kutina, Ohran Merić, Josip Đukić, Berislav Babić… 

#### 6. Drvena Pijaca
Ova epizoda govori o posljednjim danima obrane Sajmišta i o prodoru elitnih srpskih postrojba kroz ulicu 1. maja i izlasku na Milovo brdo i Drvenu pijacu koja je zbog svog strateškog položaja imala presudnu ulogu u obrani starog dijela Vukovara. Nevjerojatan je podatak da je ovaj položaj branilo tek 50-ak ljudi naspram više od nekoliko tisuća neprijateljskih vojnika. O herojskom otporu pričaju, podsjećajući i na hrvatskog dragovoljca francuskog podrijetla Jean Michela Nicolliera, ubijenog na Ovčari, Nikica Burić- amoborac, Ivan Anđelić-Doktor, Zvone Ćurković, Damir Markuš-Kutina, Igor Široki, Violeta Antolić, Zvonko Mažar, Drago Adžaga, Josip Belobrajdić, Stjepan Antolić-Tonči, Davor Purulić.

#### 7. Osa 1
Ovi položaji su bili najvažniji za lijevu stranu obrane Sajmište jer su bili u neposrednoj blizini vojarne koja je bila u „rukama“ JNA. Njih su branili domaći ljudi potpomognuti Našičanima, Varaždincima i ljudima iz ostalih krajava Hrvatske. Ovaj su položaj do samog kraja obrane Vukovara branili Goran Cvijan, Drago Maksimović, Ivo Turkalj, Antun Vuković, Tomislav Baumgartner, Marinko Antunović-Bosanac, Siniša Cvijan, Darko Turkalj, Mile Krajnović, Josip Gudurić, Drago Semberac - Ted ...

#### 8. Osa 2
Ovi položaji su bili najvažniji za lijevu stranu obrane Sajmište jer su bili u neposrednoj blizini vojarne koja je bila u „rukama“ JNA. Njih su branili domaći ljudi potpomognuti Našičanima, Varaždincima i ljudima iz ostalih krajava Hrvatske.  Ovaj su položaj do samog kraja obrane Vukovara branili Goran Cvijan, Drago Maksimović, Ivo Turkalj, Antun Vuković, Tomislav Baumgartner, Marinko Antunović - Bosanac, Siniša Cvijan, Darko Turkalj, Mile Krajnović, Josip Gudurić, Drago Semberac - Ted ...

#### 9. HOS u Bogdanovcima
Kako je rekao jedan stari čovjek iz Bogdanovaca „…da nisu došli HOS-ovci Bogdanovci bi pali već 2. 10…“. HOS-ovaca u Bogdanovcima je bilo 14, ali napravili su herojska dijela kojima se malo koja vojska u povijesti ratovanja može podičiti. Heroji ove epizode su Damir Radnić, Ivica Jurčan, Zvone Ćurković, Stjepan Antolić-Tonči, Žarko Manjkas-Crvenkapa, Zdravko Špalj-Papundek, Zoran Antunović, Nikola Bogojević-Niger, Ramo Hrbatović, Zoran Milas, Dražen Đurović.

#### 10. Kobra
Rijetko se ističe u obrani Vukovara uloga logistike - izrada i popravak oružja, održavanja vodovoda, struje, briga o civilima. Logistika bila je od ključne važnosti za dugotrajnost obrane Vukovara. Na koji način i kojim sredstvima je ta logistika pomagala u obrani pričaju Stanislav Kotvica, Lavoslav Bosanac, Željko Sabo, Pero Mlinarić, Franjo Dujaković, Srećko Vilghofer, Vlado Maul, Ivan Mravak, Ivica Mikula, Zvonimir Petrić, …

### III. SERIJAL "GRAD"
Treći serijal "Heroji Vukovara", noseći podnaslov "Grad" govori o obrani opkoljenog Vukovara, njegovom tragičnom padu te sudbinama ljudi nakon pada grada. Treći serijal donosi neke još neispričane priče, neopjevane sudbine, neka još neviđena lica, mnogo dosad neviđenih fotografija i arhivskih snimaka, kao i neka zanimljiva imena. Jedan od ekskluzivnih gostiju treće sezone serijala svakako je i Vilim Karlović, koji po prvi puta samo za kamere naše ekipe u detalje prepričava kalvariju svoga puta nakon pada grada u istoimenoj epizodi. Serijal obiluje i velikim brojem ekskluzivnih snimki, poput one s pregovora predaje Mitnice. Autor i redatelj serijala ponovno je Eduard Galić, a producent Dominik Galić. Serijal je posvećen tragično prerano preminulom heroju obrane Vukovara Marku Babiću

#### 1. Epizoda BOGDANOVCI
Sezonu otvara epizoda Bogdanovci koja priča priču obrane malenog mjesta na samome ulazu u Vukovar. Jedan od protagonista epizode, ratni zapovjednik Bogdanovaca, Ivan Matković Lasta uvodi gledatelje u svoj atelje u kojem svakodnevno stvara i pretvara svoja teška ratna sjećanja u umjetnička djela ovjekovječena u drvorezima i drvenim statuama. Matković se prisjeća bolne povijesti Bogdanovaca koji su još za vrijeme drugoga svjetskog rata doživjeli nepravdu i stradanja civilnog stanovništva. Prisjeća se i početka rata u Bogdanovcima, organiziranja prve obrane i dobavljanja prvih pušaka iz Đakova.
Nadalje, Vinko Žanić Gogo, jedan od zapovjednika prisjeća se prvih tenkovskih napada i neopisivog straha koji su imali borci pri prvim susretima s „čeličnim zvijerima“, na koje su unatoč slabog naoružanja jurišali pod cijenu vlastitih života. Njegova priča opisuje podvige protiv neprijateljske vojne sile i ratne tehnike u obrani tog malog mjesta, te anegdote poput one u kojoj su branitelji pod njegovim zapovjedništvom osposobljavali top u koji su četnici sakrili bombu, nebi li ona uništila onoga koji top pokuša upotrijebiti; ili pak one u kojoj su u uništenom transporteru naši dečki pronašli audio-video tehnike pokradene od pola sela. Također, on spominje imena i sudbine kako onih koji su i danas živi, tako i onih kojih više nema.
Predrag Jaružanin sa svojim suborcima govori o početku rata, teškim žrtvama i gubitcima koje su im nanijele neprijateljske kasetne bombe ali i uspješna obrana i odolijevanje neprijatelju. Tragična je i priča o pogibiji zapovjednika Dominka Ceranca koji je poginuo već prvi dan obrane mjesta.
U epizodi se pojavljuje i borac Mladen Kozadić koji je sa svojim malenim vodom danima branio i odolijevao žestokim napadima iz smjera Srbije, te u jednom trenutku sa svojim dečkima uništio čak 45 tenkova. Tu se spominju i zanimljive i pomalo bizarne anegdote o četničkim provokacijama s puštanjem propagandne muzike poput „Marša na Drinu“ na zvučnike i reakciji Kozadićevih suboraca koji su im na to spremno odgovarali „Thompsonom“ i sličnim glazbenim repertoarom. Tu je i anegdota o napadu gdje su se dvije vojske toliko blisko sukobile da su se potpuno izmješale, a jedan je četnik izgubio glavu zamijenivši branitelja obraslog u bradu za jednog od svojih.
U epizodi govore i Bariša Lovrić koji opisuje svoj ratni put od ranjavanja, gubitka ruke, zarobljavanja pa sve do logora kao i Mirko Gelo koji je imao zadatak izvesti skupinu važnih osoba iz Bogdanovaca u akciji u kojoj su poginuli legendarni borci Papundek i Niger.
Jedan od glavnih sugovornika u epizodi je i borac Ivan Zidrum koji je još kao tinejdžer branio Bogdanovce, pokazao izuzetnu hrabrost te se teško ranjen jedva živ izvukao iz svog rodnog mjesta. Zidrum prepričava svoj ratni put, prve susrete s četnicima izbliza, prvo neuspješno gađanje tenka iz ose. Prepričava i kako je bio ranjen iz neprijateljske strojnice koja ga je doslovce izula iz cipela te kako je jedino zahvaljujući sreći i lošem gađanju neprijatelja istao živ. Zanimljiva je činjenica koju Zidrum spominje o postrojbi HOSa koja je po njemu a i drugima dala najveći doprinos obrani Vukovara. Prisjeća se i pada Bogdanovaca, ulaska neprijateljskog tenka u njegovo dvorište te bijega kroz kukuruzno polje i hladnu Vuku do slobode. Zidrum se prisjeća i duhovitih epizoda o povremenim pijanstvima, spačkama koje su si međusobno radili dečki te komičnih situacija zbog kojeg se kako sam kaže, ponekad i s nostalgijom prisjeća ratnih dana.
Epizodu zatvaraju Marko Konjevod koji prepričava težak i opasan proboj iz Bogdanovaca te legendarna Mara Matić, majka i sestra svih bogdanovačkih boraca koja je s ranjenim borcem na rukama jedva izvukao živu glavu u bijegu iz podruma iz kojeg su nju i mlade ranjenike istjerali bombama i suzavcem. 
Epizoda barata i obiljem arhive u kojoj se vide srušeni Bogdanovci i njegove puste ulice i parkovi, civili koji skriveni u podrumima oplakuju svoje mrtve te povratak u poratne Bogdanovce čiji se mještani spremaju za obnovu svojih domova.

#### 2. Epizoda KUKURUZNI PUT
Epizodu otvaraju humanitarci Andro, Lasta i Krizmanić koji opisuju položaj i važnost kukuruznog puta za obranu Vukovara. Kukuruzni put bio je jedini put iz Vukovara i u Vukovar za vrijeme okupacije i predstavljao je jedinu rutu za razmjenu humanitarne pomoći, ranjenika i oružja. Andro prepričava zasluge njegovoga trojca koji je tijekom cijeloga rata neprekidno vozio kroz kukuruzni put opskrbljujući Vukovar i pomažući njegovim stanovnicima i borcima. Andro se prisjeća kako su još na početku rata na svome kamionu postavili zastavu crvenog križa no kako bi ubrzo, prilikom svakog prolaska kroz kukuruze, zastava bila puna rupa od metaka i gelera. Taj prolazak s „glavom u torbi“ bila je za protagoniste svakodnevna pojava, a epizoda obiluje anegdotama i pričama o doživljajima naših junaka na tih par kilometara neasfaltiranog makadama koji se nazivao „putem spasa“.
Posebno je interesantna arhivska snimka prolaska kroz kukuruzni put. Snimka u gotovo neprekinutom kontinuitetu prati naše protagoniste najprije u vožnji kroz Bogdanovce, pa kratku stanku na putu za kukuruze i naposljetku sam prolazak kroz kukuruzni put. Čitavo vrijeme snimke, Andro živopisno komentira i objašnjava kameri svaki dio puta te opisuje što se na kojem dijelu puta događalo, tko je izgubio glavu ili je za dlaku ostao čitav. U jednom trenutku, vozilo se nalazi na čistini, izloženo neprijateljskoj vatri, vozilo juri u najvećoj brzini po kvrgavoj kaldrmi i za dlaku izbjegava uništenje. Snimak završava dolaskom u Lužac i kratkom stankom u njemu, gdje naši protagonisti susreću suborce od kojih su neki i protagonisti iduće epizode.
Jedan od važnih sugovornika epizode je i legendarni Vjeko Čuljak koji je gotovo samostalno organizirao obranu Vinkovaca a i jedan je od junaka obrane crte Kukuruzni put-Bogdanovci. Čuljak prepričava brojne zgode i anegdote od kojih su najzanimljivije one o pomoći mladom, neiskusnom i uplašenom branitelju da opali osom na tek ili pak ona u kojoj prepričava kako je usred polja samostalno zarobio neprijateljsko vozilo prepuno municije i oružja. Na kraju, prepričava i ranjavanje u kojem je ostao bez noge te u konačnici proboj iz opkoljenog grada.
Svoj susret s putom spasa spominje i u prethodnoj epizodi viđeni Mladen Kozadić s trojicom svojih suboraca. Oni sjede na sadašnjoj lokaciji kukuruznoga puta i prisjećaju se dana kada su branili ulaz u kukuruze. Zanimljiva je anegdota o snajperistu koji ih je danima mučio i gađao iz smjera Đergaja a oni ni uz najveće napore i bdijenja nisu uspjeli otkriti odakle točno tako neumoljivo puca.
Epizoda završava ulaskom naših humanitaraca u dokumentarnoj snimci u Vukovarsku bolnicu. Snimka se pretapa u sadašnje vrijeme i ostavlja nas sa zadnjim sugovornikom- Doktoricom Vesnom Bosanac. Doktorica Bosanac u pratnji sestre Bibe vodi gledatelje u utrobu bolničkog kompleksa- podrume u kojima su bili smješteni ranjenici te u atomsko sklonište koje je služilo kao šok-soba. Ove živopisne prepričane slike upotpunjuje dokumentarna snimka bolnice nekoliko dana prije pada u kojoj se vidi sva patnja, muka i stradanje ranjenika čija agonija zabilježena amaterskom kamerom služi kao živi podsjetnik o besmislu i nesagledivoj tragičnosti ratovanja.

#### 3. Epizoda Lužac
Epizodu otvara borac Ićo Ćurić koji priča o početku rata u prigradskom naselju Lužac. Opisuje prve napade, odolijevanja, formiranje crte obrane te žestoke borbe s neprijateljskim topništvom i tenkovima.
Zatim na red dolaze policajci iz Lušca koji su među prvima reagirali na neprijateljske napade. Opisuju prve borbe, sukob s četnicima koji su napravili pontonski most i nadirali iz smjera Srbije.  Spominju i ranjavanje branitelja koji se, kako ne bi živ dopao u ruke četnicima, raznio s dvije ručne bombe. Policajci također opisuju stratešku važnost pozicije Lušca i stalne neprijateljske napore da osvoje mjesto kako bi grad presjekli na pola i time okončali obranu Vukovara. Svatko od policajaca daje neko svoje viđenje obrane Lušca i svoj osobni odnos spram obrane mjesta. Tu se spominju i neke zanimljive živopisne priče, poput one u kojoj su spašavali ranjenog srpskog civila koji se skrivao u staji i jeo samo sok od rajčice ili pak ona mnogo tragičnija o pogibiji cijele familije jednog od branitelja. 
Ponovno na red dolazi Ićo Ćurić koji opisuje žestok tenkovski napad na Lužac kojeg je pratio ogroman broj neprijateljske žive sile. Ćurić opisuje poziv neprijateljskih tenkista na predaju, njihovo odbijanje te uništenje dvaju neprijateljskih tenkova nakon toga. Zanimljiv je detalj o pokušaju da se pomogne ranjenom neprijateljskom tenkistu kojeg su bobom na kraju ubili njegovi vlastiti suboorci, kao i onaj o osvajanju utvrđene kuće u kojoj je pronađena ogromna količina topova i oružja te iz koje je oslobođen hrvatski vojnik koji je neprijateljima služio poput roba.
Trojac policajaca predvođen g. Martićem priča o uspješnom odbijanju napada Arkanovih odreda te osvajanja položaja u kojem su spomenuti preko noći uspjeli pomaknuti crtu obrane.
U središnjem dijelu epizode o svojim podvizima i borbama govore junaci poznati iz druge sezone- legendarni Mađar i Frenki. Posebno se izdvaja priča o neprijateljskom tenku kojeg su uspjeli zarobiti, popraviti i donijeti ga natrag u selo kako bi poslužio u obrani grada.
U posljednjem dijelu epizode, Ićo Ćurić opisuje napad Arkanovih postrojbi na Lužac, policajci govore o tegobnom proboju iz Lušca na slobodni teritorij a Josip Vidaković priča tragičnu priču o gubitku devetoro članova svoje obitelji.
Epizoda završava upečatljivom pričom Iće Ćurića koji se sažalio nad neprijateljskim vojnikom koji je odbio pucati na njega i pustio ga da pobjegne, no kako je odmah iza toga vidio vlastite mrtve suborce iskopanih očiju i prerezanih vratova, na kraju zaključuje kako nakon toga milosti s njegove strane nije bilo. Gledatelje ispraćuje njegov odlučni, montažno „zaleđeni“ pogled na ekranu. 

#### 4. i 5. Epizoda TIGROVI
4.i 5. epizoda obrađuju postrojbu tigrova i njihove zasluge u obrani Vukovara. Uvod u epizode daje General Lucić koji objašnjava osnivanje postrojbe tigrova, njihove zasluge i rasprostranjenost.  Nakon uvodnog dijela epizoda se seli na legendarnu trokatnicu, kuću na važnom strateškom položaju u Vukovaru u kojoj je bila stacionirana hrvatska vojska.
Arhivski zapis prikazuje trokatnicu, naoružane dečke koji spremno i nabrušeno čekaju daljnje poteze komande te branitelja poznatog pod nadimkom Zec koji daje izjavu za medije u pozadini spomenute polurazrušene kuće. 
Veća skupina „Tigrova“ na autentičnoj lokaciji u Vukovaru stoji kraj ceste i prisjeća se ratnih dana, zajedničkih akcija, diverzija, izvlačenja ranjenika, kao i onih kojih nažalost više nema. Glavni akteri i sugovornici su poznati zagrebački panker i ratnik Zlodi, Alf i Soldo koji se prisjećaju dana rane mladosti koja je ostala obilježena ratom i stradanjima ali i neraskidivim ratnim prijateljstvom. Jedna od važnijih i upečatljivijih priča je ona o neprijateljskom "tamiću" koji je zahvaljujući našim snagama kraj aerodroma zaglavio u minskome polju, nagazio na minu i završio uništen a zadatak mu je bio prenijeti gomilu oružja iz kasarne s kojim se neprijateljska sila trebala služiti.
U prvoj od dvije epizode pojavljuju se još izdvojeno i branitelji Zec, Čavar i Ante Deur koji svaki za sebe pričaju priče svojih ratnih puteva. Zanimljive su i njihove anegdote, poput one o ranjavanju Čavara koji je usred topničkoga napada sjedio u dvorištu i pio kavu te se unatoč molbama suboraca odbio pomaknuti s mjesta dok ne završi ritual ispijanja kave, pa čak ni u trenutku kada ga je geler pogodio u nogu; ili pak one u kojoj je tragično poginuo prijatelj i suborac Ante Vrbat vozeći kombi kojeg je pogodila granata i na mjestu ga potpuno uništila.
Priča se nastavlja s braniteljem Mršićem poznatijem pod nadimkom Mona koji priča priču o svojoj mladosti i ranom priključenju postrojbama ZNG-a kao i o prvim susretima s neprijateljskim tenkovima i uništavanjem istih.
Posebno se u epizodama izdvaja i tragična priča o pogibiji desetak civila među kojima je bilo i žena i djece ispred Borovo Commercea koji su poginuli u granatiranju usred primirja koje se desilo zahvaljujući dojavi neprijateljskog civila-doušnika koji se također krio s civilima u Commerce-u.
Nadalje, poveći dio druge epizode posvećen je većoj grupi tenkista koji govore na autentičnoj lokaciji na Vukovarskom silosu. Silos je bio važan punkt oko kojeg su se vodile žestoke borbe, s obzirom na to da se s njegovog vidika prostire cijelo Vukovarsko područje te se cijeli grad s njega vidi „kao na dlanu“. Tenkisti također opisuju i borbe oko Priljeva, uz tegobno i pogibeljno čišćenje kuća koje su prilikom tih akcija morali vršiti. Ovdje i Vilim Karlović daje svoj osvrt na „Tigrove“ i opisuje svoje prve susrete s ratnom mašinerijom i okršaje s neprijateljem.
Druga epizoda završava s postrojbom „Žune“ koji opisuju borbe na području Iloka za koji je njihova postrojba bila zadužena. 

#### 6. Epizoda „Vilim Karlović“
U ovoj epizodi gledatelji će imati prilike iz prve ruke čuti priču čovjeka koji je preživio sve strahote zarobljavanja nakon pada Vukovara, za dlaku izbjegavši streljanje na ovčari i smrt od četničke ruke.
Karlović svoju priču počinje padom Vukovara koji je dočekao sakrivši se u vukovarsku bolnicu.  Nakon ulaska vojske, on biva deportiran autobusom na Velepromet gdje prolazi torture s ostalim zarobljenicima- tuku ga u špaliru, oduzimaju mu isprave i novac i ostavljaju na milost i nemilost četnika i dobrovoljaca koji u hangarima Veleprometa premlaćuju i ubijaju ranjenike i zarobljene. Igrom sretnog slučaja, vojnik JNA po nadimku Štuka spašava ga od sigurne smrti iz hangara nakon što mu Karlović spominje zajedničkog poznanika iz Rume. 
Karlović se dalje prisjeća prebacivanja u dio logora u kojem su bile žene i djeca kao i izvjesnog vojnika Dede zaduženog za popisivanje i trasport zarobljenika na sigurno koji se zauzimao za njega i još par njemu sličnih koji su našli spas u tome dijelu logora. Uz sve napore Dede da spasi Karlovića i ostale od četnika odlučnih da eliminiraju Karlovićevu grupu ili ih makar vrate u glavni dio logora, on ipak ponovno završava u Veleprometovoj zloglasnoj „stolariji“ i tu kreće najveća muka i golgota Vilima Karlovića.
Karlović se prisjeća mučnih odvođenja, masakriranja i ubijanja u stolariji. Svi zarobljenici sjedili su u tim malenim prostorijama stolarije a četnici bi dolazili i nožem probirali koga će izvoditi van. Karlović u mučnim detaljima opisuje stradavanje suboraca u čemu se kao najstrašnija izdvaja priča o maloljetnom dječaku koji je u pokušaju da spasi brata odabranog za egzekuciju sam odabran na mjesto svoga brata, te nedugo nakon zvjerski mučen i pogubljen na očigled sviju zarobljenika.
Karlović zatim prepričava kako ga je skupina četnika probrala iz gomile u alatnici i odvela iz Veleprometa u neku staru kuću u naumu da se tamo na njemu najprije iživljavaju, a naposljetku ga i ubiju. Nakon kraće vožnje autom, dovode ga u kuću i Karlović se ponovno živopisno prisjeća muka koje su mu četnici priredili, a koje su uključivale paljenje kože upaljačem, zarezivanje nožem, udarce, pogrde i prijetnje silovanjem prije konačnog klanja nožem. U posljednjem trenutku, kao u kakvom filmu, Karlovića od sigurne smrti krvoloka koji su već vadili nož za klanje spašava Predrag Milivojević zvani Kinez koji dolazi u kuću u pratnji još jednog rezerviste i zaustavlja krvnike u njihovom naumu. On i taj mlađi vojnik odvode Karlovića u stacionar, gdje se nakon kraćeg liječenja seli u dvoranu sa zarobljenicima koji trebaju biti deportirani za logor Sremska Mitrovica.
Potresna priča o golgoti Vilima Karlovića završava njegovom deportacijom u logor. Na samom kraju epizode, u igrano-dokumentarnoj sekvenci gledatelji imaju priliku čuti glumca Alana Katića u ulozi svjedoka-pokajnika Bože Latinovića koji u svom iskazu pred sudom za ratne zločine opisuje što je vidio na zloglasnoj rupi u kojoj su završili svi oni odvedeni na Ovčaru. Glumčeve riječi autentičan su transkript sa suđenja pravom Boži Latinoviću koji je osobno svjedočio egzekucijama na Ovčari. 

#### 7., 8. i 9. epizoda PRILJEVO
Iduće tri epizode predstavljaju jednu narativnu cjelinu i bave se tematikom borbi na lokaciji Priljevo i oko Priljeva.
Prvo nastupaju tenkisti koji opisuju početak borbi i diverzija, a daju i jednu opću sliku kako je to biti tenkist. Posebno je zanimljivo kako opisuju položaj tenkista kao izuzetno nezahvalan i opasan, te kako su svi zapravo zazirali od toga da dopadnu u tenkovsku diviziju gledajući tenk kao „peć na kotačima“ koji u svojoj nezgrapnosti i sporosti samo čeka da bude pogođen.
Prisjećamo se i dana obrane na „groblju tenkova“, legendarnoj Trpinjskoj cesti gdje autentična snimka prikazuje vesele „turbo ustaše s Trpinjske“ koji zajedno s Blagom Zadrom slave uspješnu obranu od žestokog tenkovskog napada JNA.  Doista je impresivna snimka razrušene Trpinjske na kojoj leže još svježe, zadimljene olupine tenkova i transportera.
Tenkisti zatim gledateljima dočaravaju unutrašnjost i funkcionalnost transportera koji se u muzejskom dvorištu nalazi pokraj njih. Kadrovi unutrašnjosti transportera zanimljivi su i živopisni, kao i priče dvaju branitelja iz tenkovske postrojbe koji ih opisuju. Kasnije gledatelji također imaju priliku vidjeti i unutrašnjost tenka uz zanimljivi „audio-komentar“ naših protagonista. Posebno su zanimljivi i detalji opisa borbi s tenkovima koje sugovornici zorno opisuju.
Nadalje, ratnici Roda i Tilić opisuju značaj i napore oko akcija čišćenja ulaska u Lužac i borbi na mostu koji je bio važna strateška točka za obranu mjesta, s obzirom na to da se sva neprijateljska ratna sila kretala i nadirala upravo preko toga mosta.
Blago Zadro, jedan od najzaslužnijih boraca i zapovjednik voda s Trpinjske ceste protagonist je sljedeće sekvence. Nakon kratkog rezimea njegova života prikazanog još u prvoj sezoni Heroja Vukovara, sekvenca završava opisom njegove tragične pogibije na raskršću dvije ulice gdje ga je nemilice pokosio neprijateljski strojnički rafal.
Jedan od važnih sugovornika epizoda Priljevo je i ratnik Samuraj koji je sa svojim vodom Šumara bio po cijelom Vukovarskom bojištu. 
Tenkisti u jednoj od sekvenci zajedno s ratnikom Tilićem opisuju pak borbe na Adici, Lušcu i Priljevu.
Tihomir Lada, u podužoj sekvenci ispred interaktivne snimke i karte Vukovara na monitoru opisuje svoj ratni put. Najzanimljivije su anegdote o borbama oko silosa kao i sukobljavanje s ukopanim tenkovima koji su predstavljali naročito bolan i težak problem za obranu grada. Lada spominje i već poznati caffe bar London oko kojeg su se vodile žestoke borbe. Lada je tu i ranjen i to prilikom pokušaja gađanja neprijateljskog transportera kojeg je raketa iz ose tek okrznula odbivši se od krošnje drveta, i tu je Lada zaradio metak u ruku od strane pješadije koja je stala nadirati iz načetoga transportera i počela neumoljivo pucati.
Jedan od posebno zanimljivih i živopisnih sugovornika je Vlatko Voloder koji također opisuje svoje ratne podvige na području priljeva. Još kao mladić priključio se postrojbama ZNG-a, a uskoro postao jedan od istaknutijih boraca vukovarske bitke. Jedna od istaknutijih priča ratnika Volodera jest ona o sukobu sa zapovjednikom Milom Dedakovićem Jastrebom. Voloder je, prema vlastitom iskazu imao namjeru gađati tenkove koji su nadirali prema Trpinji, no zapovijed je bila da se na tenkove ne djeluje. Došavši u zapovjedni štab po objašnjenje, Voloder je tom prilikom od Jastreba tražio da nazove sestru i majku u Zagreb i javi im da je živ. Jastreb je to odbio, no Voloder je insistirao i na kraju dobio svoju sestru na telefon, što mu je pomoglo i držalo ga duhom sve do proboja iz opkoljenog grada. Na kraju, spominje i susret s ranjenim bratom koji je također preživio vukovarsku bitku a koji mu se također duboko urezao u pamćenje.  
Nadalje, ratnik zvani Roda priča još jednu u nizu svojih ratnih dogodovština- prilikom gađanja neprijateljskih tenkova, zahvaljujući svojoj neustrašivosti, prodro je toliko duboko u neprijateljski teren da je vraćajući se natrag na vlastite položaje zbunio suborce koji su ga zamijenili s neprijateljem i zamalo ga ubili prijateljskom vatrom.
Pri kraju priče o Priljevu predstavljena je i poduža arhivska snimka napuštenog zapovijednog štaba Hrvatske vojske kojeg, poput kakvog lupeža u nasladi, ocrnjavajući hrvatsku stranu izmišljenim, propagandnim sintagmama komentira nadobudan vojnik JNA pred kamerama Srpske televizije.
Na samom kraju priče o priljevu, manja skupina ratnika predvođena Mariofilom Andrijanićem priča o borbama oko alatnice. Pregršt je ovdje zanimljivih i napetih anegdota od kojih se izdvaja ona o sukobu s tenkom čiji su napad dečki odbijali boreći se na hidrauličnoj pumpi, ili pak ona kada su se u prostorijama alatnice, među starim napuštenim industrijskim strojevima u žestokoj borbi „prsa o prsa“ dvije vojske toliko izmiješale da se borba doslovno vodila za svaku sobu i prostoriju. 

#### 10. Epizoda PREDAJA MITNICE
Posljednja epizoda serijala, predaja Mitnice bazira se ponajviše na arhivskim snimkama predaje civila i ono malo preostale vojske vojsci JNA. Uplakani ljudi, žene i djeca u nepreglednim kolonama koračaju u nepoznato, a neprijateljski ih vojnici tek sporadično i depersonalizirano promatraju i usmjeravaju prema autobusima. Neke od tih snimaka već su ušle u hrvatsku povijest, kao primjerice snimka uplakane djevojčice obučene u sivi kaput u krupnome planu.
U epizodi se pojavljuje zapovjednik obrane Mitnice Komšić, koji opisuje kako je izgledala obrana Mitnice. Taj je dio grada izuzetno dugo odolijevao napadima i branio se svim silama do posljednjeg daha. Branitelji Mitnice uspjeli su čak srušiti i avione neprijateljske JNA, no na kraju su ostali bez municije i protuoklopnih sredstava i nisu se više čime imali boriti.
Pregovore oko predaje Mitnice vodio je Komšić u obližnjoj kolibi u suradnji sa zapovjednikom Karaulom i nakon toga uslijedila je predaja.
Još jednom u arhivskoj snimci vidi se sva bijeda i tuga ljudi koji se predaju. Razdvajaju se Srbi od ne-Srba, žene i djeca od muškaraca. Neki su muškarci pred zidom s rukama na leđima, nervozni rezervisti spremno su na oružju kao da još uvijek strepe od braniteljskih ruku. Muškarci su poput sardina nagurani u autobuse, novi pristižu i bivaju razoružani od strane JNA. 
Novopristigli branitelji odlažu oružje koje odloženo uz cestu odaje svu tajnu hrvatske obrane- ratnici su Vukovar branili lovačkim puškama, starim lovačkim oružjem i pokojom zarobljenom zoljom. Vukovar je branila hrabrost i vjera u ispravno djelovanje, u svjetlu budućnost i bolje sutra.
Ovim kadrovima završava serijal. 

## Nagrade
Najveća svjetska udruga novinskih izdavača INMA proglasila je DVD Vukovar 1991. za najbolji svjetski proizvod na DVD-u (izdavački pothvat godine). Taj je DVD plodom rada na dokumentarnoj seriji "Heroji Vukovara".